# 楊定 (仇池)
楊定（?—394年），中國東晉時期的仇池首領之一。
楊定是前秦主苻堅之婿，也是前秦的一位驍將，在西燕軍進逼長安時，曾大破慕容沖軍。
前秦太安元年（385年）五月，楊定被慕容沖俘虜，苻堅大懼，留太子苻宏守長安，自己帶數百騎及一些家人出走五將山。同年八月，苻坚被杀。西燕軍五萬人在新平（今陝西彬縣）南被後秦擊敗，主帥高蓋降后秦，楊定趁機逃到隴右，收集舊部，重振仇池。
楊定一直在名義上歸順前秦，接受前秦授予的官爵，曾經出兵協助前秦對抗後秦。他又先後自稱龍驤將軍、仇池公、秦州牧、隴西王，並且遣使向東晉稱藩。
前秦太初九年（394年）十月，前秦末主苻崇被隴西鮮卑的乞伏乾歸（後來的西秦王）驅逐，逃到楊定那裡。楊定率領二萬人與苻崇共攻乾歸，先勝後大敗，定及崇俱被殺。
楊定無子，其堂兄弟楊盛自稱仇池公，諡楊定為武王。
| 前任： 楊纂 | 仇池首領 385年—394年 | 繼任： 楊盛 |